# Загородський Михайло Пилипович
Загоро́дський Миха́йло Пили́пович (нар. 18 вересня 1902, Яворівка — 18 листопада 1965, Київ) — радянський офіцер, Герой Радянського Союзу, в роки радянсько-німецької війни командир 1010-го стрілецького полку 266-ї стрілецької дивізії 5-ї ударної армії 1-го Білоруського фронту, полковник.

## Біографія
Народився 18 вересня 1902 року в селі Яворівці (нині Драбівського району Черкаської області) в сім'ї селянина. Українець. Закінчив шість класів школи. Працював на Шрамківському цукровому заводі.
У 1922 році призваний до лав Червоної Армії. Член ВКП(б) з 1928 року. У 1932 році закінчив військову школу червоних старшин, в 1941 році — Військову академію імені М. В. Фрунзе. Брав участь в радянсько-фінській війні 1939—1940 років. У боях радянсько-німецької війни з 22 червня 1941 року. Воював на Південно-Західному, 3-му Українському і 1-му Білоруському фронтах.
У період з 15 по 28 квітня 1945 року 1010-й стрілецький полк під командуванням полковника М. П. 3агородського, наступаючи з Кюстрінського плацдарму, успішно прорвав сильно укріплену оборону ворога. Розвиваючи наступ на Берлін, радянські воїни подолали опір противника на рубежах у районах населених пунктів Цехин, Нойгарденберґ, Грунов, Личин, Морцан, Ліхтенберг.
Полк вийшов на південно-східну околицю Берліна і, переслідуючи гітлерівців, увірвався в центр міста. У запеклих вуличних боях радянські воїни оволоділи сильно укріпленими опорними пунктами: вокзалами Ост, Сілезьким та Осткрас, поліцейським управлінням, в'язницею.
Полковник М. П. 3агородський, перебуваючи в батальйоні першого ешелону, організував чітку взаємодію підрозділів, артилерії і танків, вміло застосував обхідні маневри. Один за іншим припиняли опір укріплені пункти противника.
У боях за Берлін полк М. П. 3агородського знищив більше тисячі і взяв у полон 890 солдатів і офіцерів противника, вивів з ладу 9 гармат, 97 кулеметів, 17 мінометів та багато іншої техніки, захопивши три склади з різним військовим спорядженням, 300 мотоциклів, 15 кулеметів, 3 гармати та інші трофеї.
Указом Президії Верховної Ради СРСР від 31 травня 1945 року за зразкове командування полком у боях за Берлін і проявлені при цьому особисті мужність і героїзм полковнику Михайлу Пилиповичу Загородському присвоєно звання Героя Радянського Союзу з врученням ордена Леніна і медалі «Золота Зірка» (№ 7 997).

Могила Михайла Загородського

Після закінчення війни був військовим комендантом одного з районів Берліна. З 1952 року полковник М. П. 3агородський — в запасі. Жив у Києві. Помер 18 листопада 1965 року. Похований у Києві на Міському цвинтарі «Берківці» (ділянка № 9). Згідно з рішенням № 1 041 виконавчого комітету Київської міськради народних депутатів від 15 листопада 1974 року, могила є пам'яткою історії Подільського району в місті Києві

## Нагороди, пам'ять
Нагороджений орденом Леніна, орденами Червоного Прапора, Вітчизняної війни 1-го ступеня, Червоної Зірки, медалями.
Ім'ям героя названа вулиця в селі Яворівці.